# Al doilea mesager
Al doilea mesager este un roman de Bujor Nedelcovici. Acesta a fost scris în 1982, dar editurile din România comunistă au refuzat să-l publice; astfel manuscrisul a fost scos clandestin din țară și a fost publicat ca Le Second Messager de editura franceză Albin Michel din Paris în 1985. Al doilea mesager a obținut Premiul Libertății oferit de PEN-Club Français și a beneficiat de critici foarte elogioase în presa franceză, care l-a comparat cu scrierile lui George Orwell.
În revista Esprit s-a scris că „Orwell însuși poate părea depășit în contextul românesc, iar utopia negativă pe care Bujor Nedelcovici, riscând mult, tocmai a publicat-o la Paris, pentru că romanul nu a putut apărea în România, Al doilea mesager, pare să ilustreze cu o uluitoare precizie ideile lui André Glucksmann despre posttotalitarism: Puterea nu mai are nevoie nici de teroare, nici de tortură, nici de Gulag, pentru ca să reducă la tăcere orice opoziție și să distrugă conștiințele”. Dizidenta Monica Lovinescu a remarcat profunda actualitate a romanului într-o emisiune de radio din 2001: „«Omul nou», care se autodenunță în romanul lui Bujor Nedelcovici, este, în realitate, omul fără răspundere, cu frică... cu dorința de egalitate în mizerie. Omul nou este cel care nu mai știe să pronunțe decât un singur cuvânt, da”.
Romanul a fost publicat în România de Editura Eminescu în 1991 și a fost republicat în 2004 de Editura Du Style.

## Primire
Adrian Marino a afirmat că „Literatura română s-a îmbogățit cu prima sa utopie politică de mare anvergură, scrisă cu o surprinzătoare măiestrie a scriiturii și a «legilor» genului.”
Le Monde scria că „Dincolo de metamorfoza realizată pe linia lui Aldous Huxley, George Orwell sau Andrei Platonov, găsim o viziune bogată în culori și parfumuri ale vechilor orașe de la munte sau de la mare pe care ni le înfățișează aceste text sosit din România”, în timp ce Libération considera că „Alături de Al doilea mesager, 1984 este un roman fotografie și Orwell un debutant. Bujor Nedelcovici nu își imaginează o lume totalitară de mâine, dar descrie, cu referințe explicite – o țară succesiv transformată – Belle-Ille devenită «Insula Victoriei» după «invazia Metropolei», iertare, după «Insurecție».”
Alex Ștefănescu scria în revista România literară că „această responsabilitate asumată cu o gravitate rigidă, proprie lui Bujor Nedelcovici, și, probabil, cu teama de eventualele represalii din partea autorităților – îl împiedică să se manifeste cu dezinvoltură de artist. Prozatorul se simte obligat să judece evenimentele sociale din epocă de pe poziția unui martor care a jurat cu mâna pe Biblie că spune adevărul.”
Eugen Simion a scris un referat despre această carte pentru Editura Cartea Românească la 15 iulie 1982, referat care a ajuns nu se știe cum la Securitate. Acesta spune că „Noul roman al lui Bujor Nedelcovici este o parabolă (sau o utopie satirică) despre existența individului într-un sistem totalitar (frază subliniată cu stiloul de către ofițerul care a citit referatul). Acțiunea se petrece într-o insulă, fostă colonie franceză, dominată de un Guvernator absolut și controlată până în cele mai mici detalii de un sistem represiv ingenios construit. Profesorul și scriitorul Danyel R. se întoarce după 10-12 ani în Rockisland însoțit de o mare reputație internațională. Regăsește o lume altfel decât o lăsase. Un abil sistem despotic a transformat individul într-un robot. Există un institut specializat în spălarea creierelor, există un serviciu de ordine însărcinat cu supravegherea atentă a cetățenilor, un eficient, monstruos sistem de informare. Indivizii care încep să gândească altfel decât trebuie se autodenunță și sunt internați într-un institut unde urmează cursuri de reeducare”

## Ecranizare
Romanul a fost ecranizat  în 1994 de Mircea Veroiu ca Somnul insulei, cu Ovidiu Iuliu Moldovan ca scriitorul Daniel Raynal,  Marcel Iureș ca Jean Elby,  Ștefan Sileanu ca guvernatorul insulei, Elena Albu ca Micheline Rolebon, Dan Condurache ca poetul Victor Labry, redactor al unei reviste și Mircea Albulescu ca profesorul Fontaine, directorul institutului.